# Dennis Mojen
Dennis Mojen, född 1993, är en tysk skådespelare.
Mojen har bland annat medverkat i filmerna Lassie – Ett nytt äventyr, 60 minuter och Spelkvällen.

## Filmografi (i urval)
- 2023 – Lassie – Ett nytt äventyr
- 2024 – 60 minuter
- 2024 – Spelkvällen